# Spilosoma nipponensis
Spilosoma nipponensis är en fjärilsart som beskrevs av Kishida och Inomata 1981. Spilosoma nipponensis ingår i släktet Spilosoma och familjen björnspinnare. Inga underarter finns listade i Catalogue of Life.